# Všechno, všude, najednou
Všechno, všude, najednou (v anglickém originále Everything Everywhere All at Once) je americký sci-fi komediálně-dramatický film z roku 2022, který režírovali Daniel Kwan a Daniel Scheinert, kteří k němu také napsali scénář a společně s bratry Russoovými jej produkovali. Hlavní roli čínsko-americké imigrantky ztvárnila Michelle Yeoh. Ve vedlejších rolích hrají Stephanie Hsu, Ke Huy Quan, Jenny Slateová, Harry Shum mladší, James Hong a Jamie Lee Curtis. Deník The New York Times film popsal jako „vír žánrové anarchie“ zahrnující prvky černého humoru, science fiction, fantasy, filmů o bojových uměních a animací.
Kwan and Scheinert započali práci na projektu již v roce 2010 a produkce na filmu začala v roce 2018. Natáčení probíhalo mezi lednem a březnem 2020. Hlavní role byla původně napsaná pro Jackieho Chana, ale později byla přepracována a nabídnuta Yeoh. Soundtrack filmu obsahuje hudbu, kterou složil Son Lux, včetně kolaborací s hudebníky Mitski, David Byrne, André 3000 a Randy Newman. Film měl premiéru na festivalu South by Southwest dne 11. března 2022, dne 25. března 2022 se film začal vysílat v kinech v USA a dne 8. dubna 2022 byl zveřejněn společností A24. Film zpracovává spoustu témat, jako je existencialismus, nihilismus, absurdismus, ADHD, neurodivergence, deprese, generační propast a asijsko-americká identita. Stal se komerčním úspěchem a utržil více než 141 milionů dolarů po celém světě, čímž se stal nejvýdělečnějším filmem společnosti A24.
Film získal široký ohlas u kritiků, kteří chválili režii, scénář, originalitu, herecké výkony (především Yeoh, Quana, Curtis a Hsu), vizuální efekty, kostýmy, akční sekvence, skóre a střih a je považován za nejoceňovanější film všech dob. Organizace National Board of Review a Americký filmový institut zařadily film do žebříčku deseti nejlepších filmů roku 2022. Film získal mnoho ocenění, na 95. ročníku udílení Oscarů obdržel 11 nominací, přičemž sedm z nich proměnil, včetně toho za nejlepší film a nejlepší režii. Film získal také dva Zlaté glóby, pět Critics' Choice Awards, jednu cenu BAFTA, rekordní čtyři Ceny Sdružení filmových a televizních herců a rekordních sedm Independent Spirit Awards.

## Obsazení
| Michelle Yeoh     | Evelyn Quan Wang    |
| Stephanie Hsu     | Joy Wang            |
| Ke Huy Quan       | Waymond Wang        |
| James Hong        | Gong Gong           |
| Jamie Lee Curtis  | Deirdre Beaubeirdre |
| Jenny Slateová    | Debbie the Dog Mom  |
| Harry Shum mladší | Chad                |
| Tallie Medel      | Becky Sregor        |

## Produkce

### Casting
Během před-produkce byl do hlavní role zvažován Jackie Chan; scénář byl původně napsán pro něj předtím, než se tvůrci rozhodli do hlavní role obsadit ženu.
Když byl scénář přepsán pro ženu v hlavní roli, postava se zpočátku jmenovala Michelle Wang; podle Michelle Yeoh, která řekla: „Pokud se zeptáte tvůrců, když začali s tímto návrhem, zaměřili se na, 'No, děláme to pro Michelle Yeoh'.“ Yeoh se postavila proti pojmenování postavy Michelle a byla tak přejmenována na Evelyn. „Evelyn si zaslouží, aby byl vyprávěn její vlastní příběh. Je velmi obyčejná matka [a] žena v domácnosti, která se ze všech sil snaží být dobrou matkou své dceři, dobrou dcerou svému otci, manželkou, která se snaží udržet rodinu pohromadě. [...] Nerada integruji sebe, Michelle Yeoh, do postav, které hraji, protože všechny si zaslouží svou vlastní cestu a vyprávění svých příběhů“.
V srpnu 2018 bylo oznámeno, že Yeoh a Awkwafina byly obsazeny do hlavních rolí v interdimenzionálním akčním filmu režisérů Kwana a Scheinerta, jehož producenty jsou bratři Russoové. Awkwafina opustila projekt v lednu 2020 a byla nahrazena Stephanie Hsu. James Hong, Ke Huy Quan a Jamie Lee Curtis se připojili k obsazení. Znamenalo to návrat Quana k filmovému herectví, ze kterého odešel v roce 2002 kvůli nedostatku castingových příležitostí. Kwan a Scheinert byli inspirováni k obsazení Quana poté, co viděli meme Andrewa Yanga, bývalého kandidáta na starostu New Yorku, kde byl zobrazen jako dospělá verze Quanovy postavy z filmu Indiana Jones a chrám zkázy (1984). Byli zvědaví na to, co Quan dělal, a dozvěděli se, že je ve správném věku, aby ztvárnil Waymonda. Shodou okolností se Quan vrátil k herectví, vzhledem k úspěchu filmu Šíleně bohatí Asiati (2018), krátce předtím, než byl pro tuto roli osloven. Jeff Cohen, Quanův herecký kolega z filmu Rošťáci (1985), byl jeho právním zástupcem při jednání o smlouvě.

### Natáčení
Natáčení filmu začalo v lednu 2020, přičemž společnost A24 oznámila, že bude film financovat a distribuovat. Natáčení probíhalo 38 dní a velká část filmu byla natáčena v Simi Valley v Kalifornii. Natáčení bylo přerušeno začátkem března 2020 kvůli vypuknutí pandemie covidu-19.